# Штайнбах-ам-Циберг
Штайнбах-ам-Циберг (нем. Steinbach am Ziehberg) — коммуна (нем. Gemeinde) в Австрии, в федеральной земле Верхняя Австрия. 
Входит в состав округа Кирхдорф-на-Кремсе.  Население составляет 856 человек (на 31 декабря 2005 года). Занимает площадь 35 км². Официальный код  —  40 919.

## Политическая ситуация
Бургомистр коммуны — Франц Реш (АНП) по результатам выборов 2003 года.
Совет представителей коммуны (нем. Gemeinderat) состоит из 13 мест.
- АНП занимает 7 мест.
- СДПА занимает 4 места.
- АПС занимает 2 места.